# Tarachodes obscuripennis
Tarachodes obscuripennis es una especie de mantis de la familia Tarachodidae.

## Distribución geográfica
Se encuentra en el Chad.